# La Rage de dire
Albums de Fabe
Détournement de son
(1998)
La Rage de dire est le 4e et dernier album solo de Fabe sorti en 2000. Il décide d'abandonner le rap alors que l'album sort.

## Liste des titres
| #  | Titre                       | Interprète(s)                | Producteur(s)       | Contient un (des) sample(s) de                                                                        | Durée |
| -- | --------------------------- | ---------------------------- | ------------------- | --- | ----- |
| 1  | "Intro"                     | Fabe                         |                     | | 2:17  |
| 2  | "Juste à cause de ça"       | Fabe                         | McGyver             | | 2:53  |
| 3  | "L'argent facile"           | Fabe                         | Le Gang du lyonnais | | 4:01  |
| 4  | "On m'a dit"                | Haroun Fabe                  | Haroun              | - « Some things you never get used to » d'Esther Phillips.                                            | 3:18  |
| 5  | "Questions"                 | Fabe                         | DJ Sample           | | 3:47  |
| 6  | "Stupéfiants"               | Koma Fabe                    | 20Syl               | | 4:31  |
| 7  | "Comment ils font ?"        | Fabe                         | DJ Mehdi            | | 3:08  |
| 8  | "Excusez-nous"              | Fabe                         | DJ Mehdi            | | 2:30  |
| 9  | "C'est pas parce que"       | Fabe Séar                    | DJ Mehdi            | | 4:44  |
| 10 | "La prochaine fois"         | Fabe Rocé                    | Fonky Maestro       | - Extrait du film le Pari de Didier Bourdon et Bernard Campan.                                        | 5:18  |
| 11 | "Évidence"                  | Fabe                         | Fonky Maestro       | | 5:03  |
| 12 | "Le Onze"                   | Fabe                         | Cutee B             | | 4:16  |
| 13 | "Remballe"                  | Mokless' Fabe                | Cutee B             | - Scratch de « Tonton du bled » du 113 et de « Bête de bombe » de Disiz la peste.                     | 5:18  |
| 14 | "Changer le monde"          | Fabe                         | Yvan                | - « Theme from bahamas » de Ahmad Jamal - Scratch de « J'vais changer » de Puzzle                     | 4:23  |
| 15 | "On n'a pas tous la chance" | Malik Fabe Mehdi L'Affranchi | DJ Mehdi            | | 5:58  |
| 16 | "L'emmerdeur public n°1"    | Fabe                         | McGyver             | - Extrait du film la Quatrième dimension de John Landis, Steven Spielberg, Joe Dante et George Miller | 4:20  |